# Менелай с телом Патрокла
«Менелай с телом Патрокла» — мраморная копия I века н. э. с утраченной пергамской скульптуры, фрагменты которой были обнаружены в Риме в XVI веке и сразу же приобретены тосканским герцогом Козимо Медичи. Он поручил Пьетро Такка и Лодовико Сальветти выполнить «восстановление» обезображенной скульптуры; результат их усилий был помещён в одну из ниш Понте Веккьо. Ныне он стоит в лоджии Ланци на площади Синьории.
В 1771 году Антон Менгс, будучи не удовлетворён маньеристской «реставрацией» скульпторов XVI века, решил исправить их огрехи и выполнил гипсовый вариант скульптурной группы. Ещё один вариант той же героической композиции, происходящий из мавзолея Августа, с XVI века фигурировал в собрании Медичи под именем Аякса; его можно видеть в палаццо Питти. Знаменитая римская статуя Пасквино, видимо, первоначально иллюстрировала тот же сюжет.